# Monpazier
Monpazier (en occitano Mont Pasièr) es una localidad y comuna francesa situada en la región administrativa de Aquitania, en el departamento de Dordoña. 
El pueblo, antigua bastida medieval del siglo XIII, está clasificado con el sello de calidad de Les plus beaux villages de France (Los pueblos más bellos de Francia).
En 1991 la bastida de Monpazier fue inscrita, por iniciativa del Ministerio de Ordenación del territorio y Medio ambiente francés, en una operación Grand site national, en el marco de una política de gestión del patrimonio vinculada al desarrollo local, con el fin de preservar y valorizar su patrimonio arquitectónico y urbano.

## Demografía
| 664 | 656 | 558 | 533 | 531 | 516 |
| Para los censos de 1962 a 1999 la población legal corresponde a la población sin duplicidades (Fuente: INSEE [Consultar]) |     |     |     |     |     |

## Lugares de interés
- Castillo de Saint-Germain